# 梅滕多夫
梅滕多夫是德国莱茵兰-普法尔茨州的一个市镇。总面积14.98平方公里，总人口1120人，其中男性566人，女性554人（2011年12月31日），人口密度75人/平方公里。